# 福田英雄
福田 英雄（ふくだ　ひでお、1911年（明治44年）12月25日 - 1999年（平成11年）8月20日）は、日本の実業家。フジテレビジョン副社長。サンケイアトムズオーナー（球団社長兼務）。東京府出身。

## 来歴・人物
1934年に早稲田大学政経学部政治学科を卒業。専攻は「交通論」だった。卒業と同時に満鉄に入社。その後華北交通に派遣され、終戦まで勤務した。
戦後は、母校の早稲田大学で講師と秘書役を務める。

### 放送界に転じる
1954年にニッポン放送に入社し、総務部長、編成部長、編成局次長などを歴任した。日本テレビ、NHKがともに活気を帯びて、受像機が次第に茶の間に進出するようになったことを受け、1956年9月、ニッポン放送がテレビ実施本部を作ると、福田は総括責任者となった。同年には文化放送とニッポン放送が合体して「中央テレビジョン」という免許申請を行い、それが1957年、映画会社3社とも合併して富士テレビジョンとなる。福田は絶えず実施作業の先頭に立ち、河田町の土地買収などに奔走し、フジテレビの基礎づくりに成果をあげた。
初代編成局長で取締役だった福田は、開局の際には編成部員一同を集めて、「視聴率のみにこだわって、つまらん番組をやるな。世のため人のためになる番組を編成せよ」と訓示した。開局2年目の2月には全編成局員の前で、「最近の電通調査で平均視聴率では既設局に追いついてきたが、30%以上というのが『少年ジェット』一本とは情けない。さらに一層意欲を燃やして頑張れ」と強く訴えた。この1960年にフジは、昼間の『日日の背信』、『タワーバラエティ』をはじめとして全局初の全日放送を達成して他局を圧倒したばかりではなく、『アニーよ銃をとれ』、『三太物語』、『少年探偵団』など得意とする子ども路線が、いずれも30%を超える圧勝を収め、1961年2月には、ゴールデンで第1位となり、年4回の調査でも3回首位となった。
常務、専務を経て、1968年には副社長に昇進し、サンケイアトムズのオーナーと球団社長も兼務する。1970年初頭、TBSでは経営の合理化を推進するために、「木下恵介プロダクション」、「テレパック」、「テレビマンユニオン」が結成され、制作分離が行われた。この動きを受け、同様にカラー問題などで経営の合理化を考えていたフジの鹿内信隆社長は、福田や常務の村上七郎などの反対を押し切り、TBSに倣い制作分離を断行。1971年明けまでに、「フジポニー」、「ワイドプロモーション」、「フジプロダクション」、「新制作」の4社が相次いで設立され、河田町制作局は廃止となった。
こののち福田は、取締役相談役、常勤監査役を担い、北海道文化放送、関西テレビ放送、福島放送、秋田テレビ、福島テレビの各取締役と長野放送の専務なども務めた。
1999年8月20日、腹膜炎のために死去。87歳没。

## 趣味など
趣味はゴルフで、いつもクラブは特注だった。腕前もホームコースのスリーハンドレッドクラブで何回も優勝していた。
福田は1983年1月に『華北の交通史 華北交通株式会社創立史小史』を出版するが、その出版パーティーが、2月3日経団連会館で開かれた。集まったのは、鉄道関係、出版関係、フジサンケイグループの福田と親しい人たちおよそ200人だった。パーティーでは、著者の紹介のあったのち、鹿内の祝辞があった。そのあとに福田と親しい青山行雄（読売テレビ社長）の案内で来賓として出席した読売新聞名誉会長の務臺光雄から祝辞があった。その中で「福田さんはフジの社長をされていたとばかり思っていたが、副社長だったとは、もったいない人使いだね」といった直言があった。早稲田の大先輩の発言だけに、鹿内もただ憮然とした表情であったが、一方福田の困惑したような顔が印象的であった。と福田に長く部下として仕えた村上は自著に綴っている。

## 編著
- 『華北の交通史 華北交通株式会社創立史小史』ティビーエス・ブリタニカ、1983年1月。